# Limnophila decasbila
Limnophila decasbila is een tweevleugelige uit de familie Limoniidae. De soort komt voor in het Neotropisch gebied.